# Leurophyllum vulturinum
Leurophyllum vulturinum är en insektsart som först beskrevs av De Geer 1773.  Leurophyllum vulturinum ingår i släktet Leurophyllum och familjen vårtbitare. Inga underarter finns listade i Catalogue of Life.